# تيريزا سابونانجيلو
تيريزا سابونانجيلو (بالإيطالية: Teresa Saponangelo)‏ هي ممثلة إيطالية، ولدت في 22 أكتوبر 1973 في إيطاليا.

## سيرتها
ولدت في تارانتو، وهي ابنة عامل وربة منزل ، فقدت سابونانجيلو والدها عندما كان عمرها عامين، وفي عام 1976 انتقلت إلى نابولي مع والدتها وشقيقها. في عام 1994، ظهرت لأول مرة في فيلم للمخرج ستيفانو إنسيرتي، ثم ظهرت في أفلام من إخراج باولو وفيتوريو تافياني وسيرجيو روبيني وباولو فيرزي وسيلفيو سولديني وعلى خشبة المسرح مع المخرجين توني سيرفيلو وأنطونيو كابوانو وماريو مارتوني وغيرهم. في عام 2000 رشحت لنيل جائزة ناسترو دي أرجينتو لأفضل ممثلة بفضل أدائها في فيلم "In the Beginning There Was Underwear" للمخرجة آنا نيجري؛ في نفس العام فازت بجائزة أوبو.

## أعمال

### أفلام
- (1997) الانقليس[5]

## وصلات خارجية
- تيريزا سابونانجيلو على موقع IMDb (الإنجليزية)
- تيريزا سابونانجيلو على موقع ميتاكريتيك (الإنجليزية)
- تيريزا سابونانجيلو على موقع روتن توميتوز (الإنجليزية)
- تيريزا سابونانجيلو على موقع ألو سيني (الفرنسية)
- تيريزا سابونانجيلو على موقع أول موفي (الإنجليزية)
- تيريزا سابونانجيلو على موقع قاعدة بيانات الفيلم (الإنجليزية)
- تيريزا سابونانجيلو على موقع كينوبويسك (الروسية)